# Emma Lind
Malin Emma Kristin Lind (Vadstena, 21 luglio 1995) è una calciatrice svedese, portiere dell'IFK Norrköping.

## Statistiche

### Presenze e reti nei club
Statistiche aggiornate al 10 maggio 2024.
| Stagione                   | Squadra                    | Campionato                 | Campionato | Campionato | Coppe nazionali | Coppe nazionali | Coppe nazionali | Coppe continentali | Coppe continentali | Coppe continentali | Altre coppe | Altre coppe | Altre coppe | Totale | Totale |
| Stagione                   | Squadra                    | Comp                       | Pres       | Reti       | Comp            | Pres            | Reti            | Comp               | Pres               | Reti               | Comp        | Pres        | Reti        | Pres   | Reti   |
| -------------------------- | -------------------------- | -------------------------- | ---------- | ---------- | --------------- | --------------- | --------------- | ------------------ | ------------------ | ------------------ | ----------- | ----------- | ----------- | ------ | ------ |
| 2012                       | Borens IK                  | DS                         | 17         | ?          |                 | -               | -               |                    | -                  | -                  |             | -           | -           | 17     | ?      |
| 2013-2014                  | Smedby AIS                 | DS                         | -          | -          | CS              | 1               | ?               | -                  | -                  | -                  |             | -           | -           | 1      | ?      |
| 2014-2015                  | Jitex BK                   | DS                         | -          | -          | CS              | 2               | ?               | -                  | -                  | -                  |             | -           | -           | 2      | ?      |
| 2015                       | Jitex BK                   | DS                         | 26         | ?          | CS              | 1               | ?               |                    | -                  | -                  |             | -           | -           | 27     | ?      |
| Totale Jitex BK            | Totale Jitex BK            | Totale Jitex BK            | 26         | ?          |                 | 3               | ?               |                    | -                  | -                  |             | -           | -           | 29     | ?      |
| 2016                       | Limhamn Bunkeflo           | EL                         | 13         | ?          | CS              | 1               | ?               |                    | -                  | -                  |             | -           | -           | 14     | ?      |
| 2017                       | Limhamn Bunkeflo           | DS                         | 16         | -32        | CS              | 2               | ?               |                    | -                  | -                  |             | -           | -           | 18     | -32+   |
| 2018                       | Limhamn Bunkeflo           | DS                         | 22         | -40        | CS              | 1               | ?               |                    | -                  | -                  |             | -           | -           | 23     | -40+   |
| Totale IF Limhamn Bunkeflo | Totale IF Limhamn Bunkeflo | Totale IF Limhamn Bunkeflo | 51         | -72        |                 | 4               | ?               |                    | -                  | -                  |             | -           | -           | 55     | -72+   |
| 2019                       | Rosengård                  | DS                         | 1          | ?          | CS              | 1               | ?               | -                  | -                  | -                  |             | -           | -           | 2      | ?      |
| 2020                       | Rosengård                  | DS                         | -          | -          | CS              | 1               | 0               | UWCL               | -                  | -                  |             | -           | -           | 1      | ?      |
| Totale Rosengard           | Totale Rosengard           | Totale Rosengard           | 1          | 0          |                 | 2               | ?               |                    | -                  | -                  |             | -           | -           | 3      | ?      |
| 2020-2021                  | Turbine Potsdam            | FB                         | 4          | -8         | CG              | 1               | ?               |                    | -                  | -                  |             | -           | -           | 5      | -8+    |
| Totale Turbine Postdam     | Totale Turbine Postdam     | Totale Turbine Postdam     | 4          | -8         |                 | 1               | ?               |                    | -                  | -                  |             | -           | -           | 5      | -8+    |
| 2021                       | Jitex BK                   | DS                         | 13         | -13        | CS              | 1               | ?               | -                  | -                  | -                  |             | -           | -           | 14     | -13+   |
| Totale Jitex BK            | Totale Jitex BK            | Totale Jitex BK            | 13         | -13+       |                 | 1               | ?               |                    | -                  | -                  |             | -           | -           | 14     | -13+   |
| gen.-giu. 2022             | Roma                       | A                          | 3          | -1         | CI              | 4               | -3              | -                  | -                  | -                  | SI          | -           | -           | 7      | -4     |
| 2022-2023                  | Roma                       | A                          | 6          | -1         | CI              | 2               | -2              | UWCL               | 1                  | -1                 | SI          | 0           | 0           | 9      | -4     |
| Totale Roma                | Totale Roma                | Totale Roma                | 9          | -2         |                 | 6               | -5              |                    | 1                  | -1                 |             | -           | -           | 16     | -8     |
| 2023                       | IFK Norrköping             | DS                         | 4          | -4         | CS              | -               | -               | -                  | -                  | -                  |             | -           | -           | 4      | -4     |
| 2024                       | IFK Norrköping             | DS                         | 1          | -2         | CS              | -               | -               | -                  | -                  | -                  |             | -           | -           | 1      | -2     |
| Totale carriera            | Totale carriera            | Totale carriera            | 126        | -101+      |                 | 18              | -5+             |                    | 1                  | -1                 | -           | -           | -           | 145    | -107+  |

## Palmarès

### Club
- Campionato svedese di seconda divisione: 1

Limhamn Bunkeflo: 2016
- Campionato svedese: 1

Rosengård: 2019
- Supercoppa italiana: 1

Roma: 2022
- Campionato italiano: 1

Roma: 2022-2023